# Малиани, Чирилло
Чирилло Малиани (2 июля 1903, Турин Италия — 1984, Рим, Италия) — итальянский селекционер и политический деятель.

## Биография
Родился 2 июля 1903 года в Турине. В 1919 году поступил в Болонский университет, который он окончил в 1924 году. В 1924 году вошёл в политику — устроился на работу в Министерство сельского хозяйства Италии и работает вплоть до 1952 года, одновременно с этим с 1937 по 1949 год работал в Институте генетики и зерновых культур. В процессе работы в Институте генетики и зерновых культур, к нему пришла идея основать Институт растительной генетики при сельскохозяйственном университете в Пьяченце. В 1949 году распахнули двери Института растительной генетики, где Чирилло Малиани был избран директором и проработал вплоть до 1951 года. С 1951 по 1984 год работал в Итальянской федерации сельскохозяйственных консорциумов, а также возглавлял Институт генетики Помеция.
Скончался в 1984 году в Риме.

## Научные работы
Основные научные работы посвящены генетическим основам количественного и качественного улучшения производства семян.
- Вывел сорта мягкой пшеницы (Сан-Пасторе 14, Джулиари, Галлини и Джемелли), которые получили широкое распространение на Балканском полуострове.
- Получил новые сорта кукурузы, люцерны, культивируемые в Средиземноморье.
- Проводил работы по улучшению сортов твёрдых пшениц путём скрещивания их с сортами мягких пшениц.

## Членство в обществах
- 1967-84 — Иностранный член ВАСХНИЛ.
- Один из основателей европейской научной ассоциации по селекции растений ЕУКАРПИЯ.
- Член-корреспондент Академии сельскохозяйственных наук в Турине.